# Atlantis Rising
Atlantis Rising è il decimo album del gruppo heavy metal statunitense Manilla Road, pubblicato nel 2001.

## Tracce
1. Megalodon – 8:20
2. Lemuria – 2:50
3. Atlantis Rising – 7:01
4. Sea Witch – 4:29
5. Resurrection – 6:38
6. Decimation – 6:38
7. Flight of the Ravens – 2:11
8. March of the Gods – 5:09
9. Siege of Atland – 4:53
10. War of the Gods – 8:49

## Formazione
- Mark Shelton - voce, chitarra
- Mark Anderson - basso, chitarra
- Scott Peters - batteria
- Bryan Patrick - voce, batteria